# Tolterodina
La tolterodina (Detrol, Detrusitol) es un agente antimuscarínico empleado en el tratamiento de enuresis y en vejiga hiperactiva.
Comercializada por Pfizer en Canadá y en los Estados Unidos como Detrol. En Chile, Detrucitol y como Eltoven® por Pharma Investi. En Uruguay, Fluserín® por Laboratorios Dispert S.A.

## Farmacología
La tolterodina actúa en los subtipos M1, M2, M3, M4 y M5 de los receptores muscarínicos en tanto que los tratamientos modernos antimuscarínicos para vejiga sobrerreactiva solo actúa en los receptores M3 haciéndolos más selectivos. Se comercializa y  fabrica por Pfizer
La tolterodina, aunque actúa en todos los tipos de receptores, tiene pocos efectos indeseables comparado con la oxibutinina (M3 y M1 selectiva, pero más en parotidas que en vejiga) como la tolterodina hace diana en la vejiga más que otras partes del cuerpo. Esto significa que se necesita menos droga administrada diariamente para impactar eficientemente la vejiga y así dar menos efectos indeseables.

## Efectos laterales
- Xerostomia (boca seca)
- Disminución de motilidad gástrica (malestar estomacal)
- Cefalea
- Estreñimiento
- Ojos secos
- Somnolencia

Las siguientes reacciones se han informado en pacientes a los que se les administró el fármaco desde que estuvo disponible:
- Reacciones alérgicas incluyendo edema
- Taquicardia
- Edema en brazos y piernas
- Alucinaciones

Contraindicaciones:
No se debe emplear en pacientes con miastenia gravis y glaucoma de ángulo estrecho.
- Datos: Q424312
- Multimedia: Tolterodine / Q424312